# آرمن بوداغیان
آرمن گئورگی بوداغیان (ارمنی: Արմեն Գևորգի Բուդաղյան؛ زادهٔ ۵ نوامبر ۱۹۳۶) موسیقی‌شناس اهل ارمنستان است.

## زندگی‌نامه
وی در ۵ نوامبر ۱۹۳۶ در ایروان به دنیا آمد و از کنسرواتوار دولتی کومیتاس ایروان فارغ‌التحصیل گشت. وی برنده جوایزی همچون چهره هنری شایسته جمهوری ارمنستان، مدال موسس خورناتسی (۲۰۱۷) است.